# Wendlandia urceolata
Wendlandia urceolata är en måreväxtart som beskrevs av Cyril Tenison White. Wendlandia urceolata ingår i släktet Wendlandia och familjen måreväxter.
Artens utbredningsområde är Queensland. Inga underarter finns listade i Catalogue of Life.